# Klaus Barbie
Klaus Barbie (født 25. oktober 1913 i Bonn, Tyskland, død 25. september 1991 i Lyon, Frankrig) var SS-Hauptsturmführer og chef for Gestapo i Frankrig. Han var kendt som Slagteren fra Lyon. Efter krigen stak han af, men blev fundet i Bolivia, hvorfra han i 1983 blev udleveret til Frankrig og dømt for sine krigsforbrydelser under 2.verdenskrig. Han døde i fængslet efter at have afsonet fire år.

## Lyon
Som SS-løjtnant var Barbie Gestapo-officer i Lyon fra 11.november 1942. En fange Maurice Bondet forklarede, at Barbie slog ham uden grund, opfordrede andre til at gøre det samme, dyppede ham i iskoldt vand, når han mistede bevidstheden og sprøjtede syre ind i hans urinblære. Mario Blandon fik tre tommer lange nåle stukket mellem ribbenene ind i lungerne. Blandon så kvinder blive pryglet: en mens hun klamrede sig til et treårigt barn. En anden måtte "underkaste sig" Barbies schæfer, og Barbie lo, da han skød en fange i baghovedet, så kraniet revnede, og den døde rullede ned ad trapperne. Barbie beordrede 44 børn og de ansatte fra det jødiske børnehjem i Izieu sendt til fængslet i Montluc i Lyon, hvorfra de blev deporteret. Samtlige børn blev gasset ved ankomst til Auschwitz. Barbies alvorligste anslag mod modstandsbevægelsen var arrestationen og torturen af lederen Jean Moulin. 
Som 86-årig kunne Lise Lesevre genkende Barbie i retssalen på hans "blege, ualmindeligt flakkende øjne, som hos et dyr i bur". Lesevre blev arresteret i marts 1944 med et brev til en modstandsmand med dæknavnet Didier. For at finde ud af Didiers identitet, torterede Barbie hende i ni dage. Han pryglede hende, hængte hende op i håndjern og lod som om han druknede hende i et badekar. Fra sin celle så hun torturofre slæbes forbi: "Med spidsen på sin støvle vendte Barbie deres hoveder om for at se deres ansigter, og hvis han fik øje på en, han troede var jødisk, knuste han det med støvlen," forklarede hun. "Han havde fornøjelse af det." I det sidste forhør knuste Barbie en af Lesevres ryghvirvler, hvad der pinte hende resten af livet. "Jeg beundrer dig, men til sidst røber alle sig," sagde han. Lesevre røbede intet, og til sidst sagde Barbie: "Slå hende ihjel. Jeg vil ikke se hende mere." Lesevre blev dømt til døden af et tysk militærtribunal for terrorisme, men blev ved en fejl sendt til Ravensbrück-lejren, hvor hun overlevede krigen. Det gjorde hendes mand og søn ikke. Den 92-årig Ennat Leger, der blev blind i Ravensbrück, blev også arresteret i 1944. Hun beskrev Barbie: "Han havde øjne som et uhyre... Han slog mine tænder ud, trak mig ved håret, stak en flaske i munden på mig og pressede på, til læberne sprængtes af presset." Han blev beskrevet som en rå, sadistisk officer, rede til at gribe til en hvilken som helst grusomhed, bare det kunne skaffe ham oplysninger. 
I begyndelsen af september 1944 flygtede Barbie fra Lyon, men først efter at have "ryddet op i rodet" dvs. henrettet ca. 20 kollaboratører, der kendte til hans forbrydelser. Nogle af dem skød han selv. Han blev selv skudt i foden, men klarede dog at hinke i sikkerhed for de fremrykkende amerikanske styrker. Måneden efter blev han forfremmet til kaptajn for sin "bekæmpelse af kriminalitet og langvarige indsats for at nedkæmpe modstandsgrupper". På det tidspunkt lå han på sygehuset, men blev udskrevet i februar 1945. Han skaffede sig falske papirer fra politiet, men blev arresteret 8.maj syd for Dortmund. Han fik dog overbevist den, der afhørte ham (en tidligere koncentrationslejrfange) om, at han var en menig soldat på vej hjem. Han havde giftet sig med Regine Willms i april 1940 og fået en datter, Ute, i juni 1941. 

## Amerikansk kontraspionage
Efter fredsslutningen i 1945 blev Barbie genforenet med sin familie. Da han var efterlyst under navnet "Barbier", var han uden for mistanke og kunne bosætte sig i Marburg i et hus, der havde været brødrene Grimms hjem. Han udgav sig for at være student, mens han i virkeligheden levede af at forfalske rationeringsmærker og andre dokumenter, samt sortbørshandel med kaffe og cigaretter. I august 1946 blev han udpeget af en tysk kvinde i en jeep, og den amerikanske chauffør beordrede ham ind i jeepen. I Marburgs smalle gader måtte jeepen sætte farten ned, da sporvognen passerede. Barbie benyttede anledningen til at springe af og flygte ned ad en sidegade. På en tur til Hamburg blev han arresteret af briterne, men fik dirket låsen i celledøren op og flygtede. Han nåede til Kassel i tide til at bivåne sin søn Klaus-Jörgs fødsel 11.december 1946. En britisk rapport fra december 1946 røber, at arrestationen var en fejl; og af en CIA-rapport fra 1974 fremgår, at Barbie allerede arbejdede for CIC (= amerikansk kontraspionage) i 1946 som "en værdifuld kilde". Alligevel var andre enheder i CIC ude efter ham. Først sidst i maj 1947 indså CIC-hovedkvarteret, at de jagtede på en mand, der var blevet en af deres egne. CIC-officeren Robert Taylor mente, at Barbies værdi som informant "langt overgik den nytte, han kunne gøre i et fængsel" og beskrev ham som "en ærlig mand, både intellektuelt og personligt, helt uden nerver og frygt". Barbie var tilknyttet den tidligere Abwehr-officer Kurt Merk. CIC mente, at Barbie havde forsynet dem med "ekstremt godt materiale" og "imponerende resultater". Han fik ansvaret for den del af Merks netværk, der holdt øje med fransk efterretning i den amerikanske og den franske zone i Tyskland. Dermed var han igen Frankrigs fjende, blot tjente han denne gang amerikanerne. 
I december 1947 blev han alligevel arresteret og afhørt om sin kontakt med tidligere SS-folk og nazi-netværk efter krigen. Han benægtede at have tilhørt Gestapo, og efter fem måneders fangenskab lod amerikanerne ham genoptage sit arbejde, da "hans kendskab til CICs virksomhed, agenter, finanser osv. er for omfattende." De ville ikke risikere, at han solgte al den information til en anden efterretningstjeneste. Sommeren 1948 fik den franske agent Louis Bibes dog afhørt ham i München, hvor han indrømmede at være den eftersøgte Barbie, men ikke ville røbe, hvem der havde angivet Jean Moulin til Gestapo. Han gav indtryk af at håne franskmændene, og havde åbenbart fået garantier fra CIC om, at han ikke blev udleveret. Han og Kurt Merk var grådige og forlangte 2.500 dollars om måneden for deres arbejde (dvs. 35.000 dollars i 2007-værdi) for at spionere mod Sovjet, overvåge franskmændene og holde øje med kommunistpartiet i Bayern. Amerikanerne fik ikke meget for de 1.700 dollars, de allerede betalte Barbie. Hans største bedrift var at afsløre, at tjekkerne udvandt uran, hvad der pegede i retning af et sovjetisk atomvåbenprogram; blot havde tjekkerne også udvundet uran før krigen. 

## Efterlyst
7.november 1949 sendte den franske ambassade i Washington DC en note til det amerikanske udenrigsministerium med krav om, at "denne krigsforbryder må arresteres og stilles for retten i Frankrig". Amerikanerne trak det ud, mens Barbie blev indlogeret på beskyttet adresse i Augsburg med kone og to børn. Mod slutningen af 1950 fandt CIC dog en løsning i "rottelinjen", en evakueringsordning til Central- og Sydamerika, som CIC drev for at hjælpe sovjetiske afhoppere, samt informanter, der havde forsynet USA med nyttige oplysninger. Rottelinjen blev ellers ikke brugt til at transportere nazister, selv om den var drevet af den kroatiske krigsforbryder Krunoslav Draganović; men 25.januar 1951 blev der givet signal til, at Barbie og hans familie kunne benytte "rottelinjen" for at komme i sikkerhed. Til marts skabte amerikanske etater ham en ny identitet, så Barbie blev til "Klaus Altmann". Ved grænsen til Italien opdagede en tolder, at der var noget galt med papirerne, men Barbie bad for sig: "Jeg har to børn med." Tolderen slap ham forbi, og 23. marts gik familien om bord i det italienske skib "Corrientes", der skulle fra Genova til Buenos Aires. 
I slutningen af april var de fremme i La Paz. For at forsørge familien måtte Barbie arbejde for en jødisk ejer af et savskæreri i junglen øst for Andes. Han talte ikke spansk og imponerede de 80 indianske arbejdere ved tavst at arbejde side om side med dem og pleje deres sår; men ifølge Barbie omsatte han blot "nogle af vore gode nationalsocialistiske ideer" til praksis. Han blev snart partner i det jødiske firma og åbnede i 1956 sin egen trælastforretning i La Paz. I oktober 1957 blev han boliviansk statsborger under navnet Altmann. Han var populær i det tyske eksil-miljø, selv om han sang nazi-sange, når han havde drukket. 
I november 1964 greb general René Barrientos magten ved et kup. Barbie tilbød sine tjenester i kampen mod politiske modstandere. Han blev efterhånden en rig mand ved fx at overtale myndighederne til at give ham og en gruppe investorer 49% andel i rederiet Transmarítima Boliviana. Han præsenterede sig som skibsingeniør og blev daglig leder. Dermed kunne han sikre sig et pas og frit rejse til Europa. Rederiet blev dog en fiasko, da Barbie ikke gjorde meget andet end at leje nogle få skibe og male dem i de bolivianske farver. Frem til selskabet gik konkurs i 1972, tjente han en formue ved våbensmugling. I marts 1968 sendte antisemitten Barbie ovenikøbet en våbenlast til Israel. Efter Barrientos' død i 1969 flyttede Barbie til Lima, hvor han fandt en partner i Friedrich Schwend, hjernen bag Aktion Bernhard, hvor pundsedler til millioner var forfalsket i koncentrationslejren Sachsenhausen. I Lima ernærede Schwend sig som afpresser, våbenhandler, svindler og sælger af statshemmeligheder. Sammen lokkede Barbie og Schwend en ung tysk journalist Herbert John til Lima med løfte om at arrangere et møde med Martin Bormann. Efter at have franarret John flere tusinde dollars, løj de til politiet, om at han solgte kokain, og fik ham arresteret. 

## Bolivia
I sommeren 1971 opdagede Beate Klarsfeld, at efterforskningen af Barbie formelt var afsluttet. Hun og ægtemanden Serge fremlagde nogle dage senere dokumentation for Barbies forbrydelser, der skabte en stærk reaktion, og i september indledte hun en kampagne i München. Hun fik hjælp af en algirsk-født kvinde, Benguigui,  der havde siddet i Auschwitz fra maj 1943, og håbet, at hendes tre sønner var trygge i børnehjemmet i Izieu, havde en dag fået øje på en sweater, der tilhørte hendes trettenårige søn Jacques i en bunke tøj efter fanger, der netop var blevet gasset. De to kvinder tog opstilling udenfor retsbygningen i München, og Benguigui holdt plakaten: "Jeg sultestrejker, helt til efterforskningen genoptages mod Klaus Barbie, der myrdede mine børn." Journalisten Herbert John gav dem Barbies adresse i Lima, hans dæknavn "Klaus Altmann" og et nyere foto. 27.januar 1972 fløj Beate Klarsfeld til Lima. Ingen hindrede dog Barbie i at krydse grænsen fra Peru til Bolivia, hvor myndighederne betragtede ham som "en agtet boliviansk statsborger med alle dertil hørende rettigheder". Hele tiåret igennem var Barbies talent som torturist stærkt efterspurgt i det bolivianske diktatur. Man havde plejet at prygle fangerne; nu lærte Barbie dem at benytte sig af elektricitet og at føre medicinsk tilsyn, så ofrene blev holdt i live, til man anså sig færdig med dem. Barbie rejste rundt i lejrene og lærte torturisterne op. Han havde en finger med i det meste af Banzer-regimets aktiviteter, og blev også observeret i indrejsekontrollen i lufthavnen i La Paz.[kilde mangler]
Han var også "sikkerhedskonsulent" for narkotika-kongen Robert Suárez, og skaffede ham i 1978 en bande bøller som sikkerhedsvagter, ledet af den vesttyske alfons og drabsmand, narkotikahandleren Joachim Fiebelkorn, der var en stor beundrer af Barbie.[kilde mangler] I juli 1980 greb Luis Tejada med støtte af Barbie magten i landet med "kokain-kuppet". Barbie var nu æresoberst i den bolivianske hær og hjalp til i overvågningstjenesten. I praksis var han igen Gestapo-officer, mens Fiebelkorns bande, omtalt som "specialkommando", sørgede for, at folk "forsvandt", og at kontrollen over smuglertrafikken blev fravristet narkokongerne og overført til myndighederne. Da der i oktober 1982 blev indsat en ny, civil regering, var der ikke brug for den 69-årige Barbie mere. 
I januar 1983 blev han tiltalt for svindel, og dagen efter vedtog den bolivianske regering enstemmigt at udvise ham. I de næste ni dage gjaldt diskussionen, om han skulle udvises til Vesttyskland eller Frankrig. Vesttyskland frygtede reaktionen, hvis Barbie fik en mild dom, og takkede nej. 4.februar 1983 blev han fløjet fra La Paz til Cayenne, hovedstad i Fransk Guyana. I en hangar på flyvepladsen læste en dommer tiltalen højt for ham. Barbie, der troede, han skulle til Tyskland, blev helt slået ud. Dagen efter ankom han til Frankrig. Her blev han kørt til Lyon og indespærret i Fort Montluc, hvor han engang havde tortureret og dræbt så mange. 

## Retssagen
11.maj 1987 indledtes retssagen mod Barbie i Lyon. Han ankom i håndjern, der blev fjernet, da han satte sig i en stol, der først blev undersøgt for muligt sprængstof. Mere end tusind fik plads i salen. Barbies 62-årige forsvarer, Jacques Vergès, fik ham til at le. Vergès var maoist og knyttet til terrorister som Pol Pot. For ham var vold og kriminalitet et legitimt politisk virkemiddel: "Kriminalitet skaber fremskridt," påstod han. For ham var det ligegyldigt, om Barbie var skyldig eller ikke. For Vergès var det centrale i sagen, at alle nationer har sin Barbie, sådan at det var hyklerisk at stille den enkelte for retten: "Du er hverken værre eller bedre end en amerikansk officer i Vietnam, der bomber civile med napalm." Mod sig havde han 39 advokater, der repræsenterede Gestapos ofre. Vidnet Simone Lagrange var som trettenårig blevet slået og slæbt efter håret af Barbie, fordi hun ikke vidste, hvorhen hendes to yngre søskende var blevet evakueret. Hun overlevede Auschwitz, men begge hendes forældre blev dræbt der. Hun spurgte Barbie, om han genkendte hende. Han svarede: "Når man har siddet i fængsel i syv måneder, er det altid rart at se en tiltrækkende kvinde." Lagrange blev krænket af svaret, hvortil Barbie svarede: "Dit problem er, at du ikke forstår en spøg." At Lagranges mor var blevet gasset ved ankomsten til Auschwitz, og faren skudt gennem hovedet foran øjnene på datteren, afviste Vergès som "veludviklet fantasi": "Den tanke at antisemittisme, der er ligeså gammel som verden selv, ligeså gammel som Romerriget, kunne føre til folkemord, er latterligt," påstod han. 
På den sidste dag blev Barbie spurgt, om han havde noget at anføre til sit forsvar. Han rejste sig og benægtede med et svagt smil, at han ikke var ansvarlig for aktionen i Izieu: "Jeg bekæmpede modstandsbevægelsen, som jeg respekterer, og det strengt, men det var krig, og krigen er nu ovre. Tak." Han blev idømt livsvarigt fængsel, men ikke af en enstemmig jury. For Vergès blev fransk retsvæsen med dommen sidestillet med nazismen. Han mindede om, at centrale nazister som Dönitz og Baldur von Schirach ikke var blevet så strengt dømt, men nu havde franskmændene klaret "at overgå mestrene på dette felt". Under bevæbnet vagt blev Barbie kørt til Lyons fængsel, hvor han tilbragte de næste fire år, til han døde af leukæmi. 